# Triuridaceae
Triuridaceae је фамилија монокотиледоних скривеносеменица, која обухвата 8 родова са 48 врста. Статус фамилије не постоји у свим класификационим схемама, а и систематски положај варира. У систему APG II фамилија је у оквиру реда Pandanales.
Биљке ове фамилије на садрже хлорофил, те стога нису зелене боје, а хране се сапрофитски. Распрострањене су у тропским пределима читаве Земље, изузев централне и источне Африке. Цветови су једнополни (мушки или женски), сакупљени у гроздасте цвасти, а биљке су једнодоме или дводоме. Плод је орашица.